# Paul Artmann
Paul Franz Artmann (* 15. Januar 1909 in Reichenberg im Kronland Böhmen; † 4. Juli 2006 in Wien) war ein österreichischer Architekt und Radiästhet.

## Leben
Artmann wurde als Sohn des Professors an der k.k. Staatsgewerbeschule in Reichenberg Paul Artmann (1878–1960) und der Clementine, geb. Kammerer (1881–1960) geboren. Sein Großvater war der Militärarchitekt Ferdinand Artmann.
Er besuchte nach der Volksschule von 1919 bis 1923 das Deutsche Humanistische Staatsgymnasium seiner Heimatstadt und anschließend bis 1927 die Deutsche Staatsgewerbeschule (Abteilung Baufach) mit Auszeichnung. In seiner Ferialzeit erlernte er das Maurer-Betonier-Zimmereihandwerk und erhielt hierfür einen Lehrbrief. Noch während seines Studiums an der Deutschen Technischen Hochschule in Brünn – Abteilung Hochbau und Architektur, die er 1935 mit Auszeichnung absolvierte, wurde er Assistent und Mitarbeiter an städtebaulichen Wettbewerben, Wettbewerben für öffentliche Bauten und Spitalsbauten bei Emil Leo und Heinrich Fanta. Während seiner Dienstzeit beim tschechischen Militär als Gebirgspionier erhielt Artmann eine Spezialausbildung im Festungsbau und plante eine Genesungsstätte für Offiziere mit 300 Betten. 1938 wechselte er zu Oskar Singer nach Nitra in der Slowakei. Während des Zweiten Weltkriegs war Artmann stellvertretender Amtsvorstand und Leiter der Entwurfsabteilung im Heeresbauamt II München, Baureferent in Wien und im Fronteinsatz an der Eismeerfront. Nach seiner Kriegsgefangenschaft übersiedelte Artmann endgültig nach Wien. Er erhielt 1948 die österreichische Staatsbürgerschaft, 1952 die „Befugnis eines Architekten mit dem Berufssitz in Wien“ und war vorwiegend für den städtischen Kommunalbau in Wien, Linz und Innsbruck tätig. Nach seiner Pensionierung widmete er sich der Baubiologie und der Erforschung geopathogener Störzonen in ihrer Auswirkungen auf den Menschen im umbauten Lebensraum (in Zusammenarbeit mit der Forschungsgesellschaft Joanneum in Graz sowie des Bundesministeriums für Wissenschaft und Forschung in Wien) und war als Radiästhet tätig. Er wurde am Wiener Zentralfriedhof bestattet.

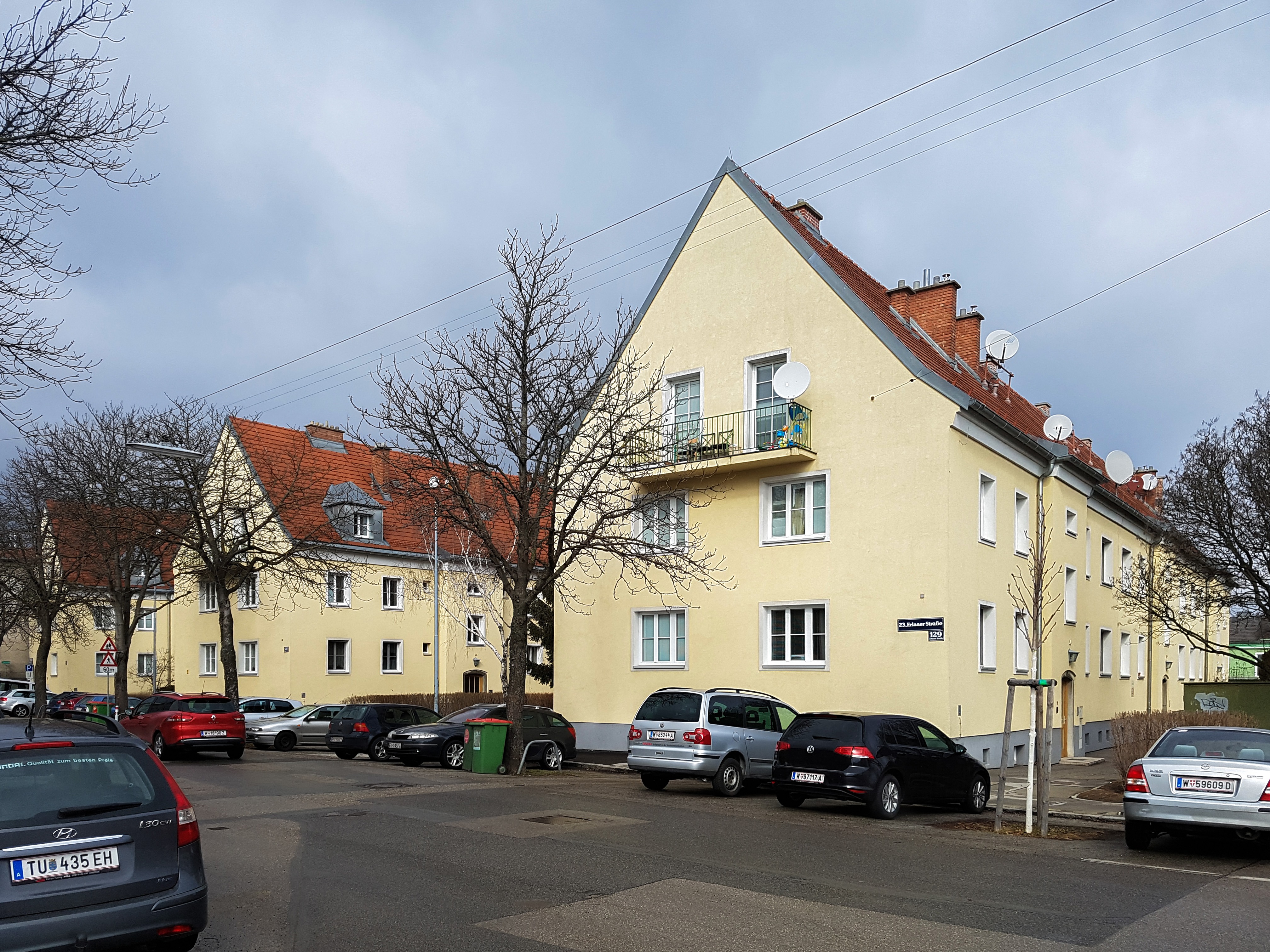
Wohnhausanlage Erlaaer Straße 125–129, 1230 Wien

Paul Artmann ehelichte die Architektin Nadejda (Nadia) Artmann, geb. Nedeff-Minkorsky (1913–1990) und hatte eine Tochter Christine (1940–2020), verheiratet mit Marius Mautner Markhof. Pauls Zwillingsbruder Emil Artmann war Chirurg in Berchtesgaden.

## Realisierungen
- Hanffabrik in Nitra
- Zugswache Landstraße der Berufsfeuerwehr der Stadt Wien (1030 Wien, Baumgasse 89)
- Hauptfeuerwache der Berufsfeuerwehr Linz (4020 Linz, Wiener Straße 154) – heute teilweise verändert
- Wohnhausanlage Erlaaer Straße (1230 Wien, Erlaaer Straße 125–129) – gemeinsam mit Nadia Artmann
- Wohnhausanlage Apostelgasse (1030 Wien, Apostelgasse 19–21)
- Wohnhausanlage Johann-Hörbiger-Gasse (1230 Wien, Johann-Hörbiger-Gasse 24–28) – Arbeitsgemeinschaft
- Hochsilo der Dampfmühle Brach-Lessing in Wien

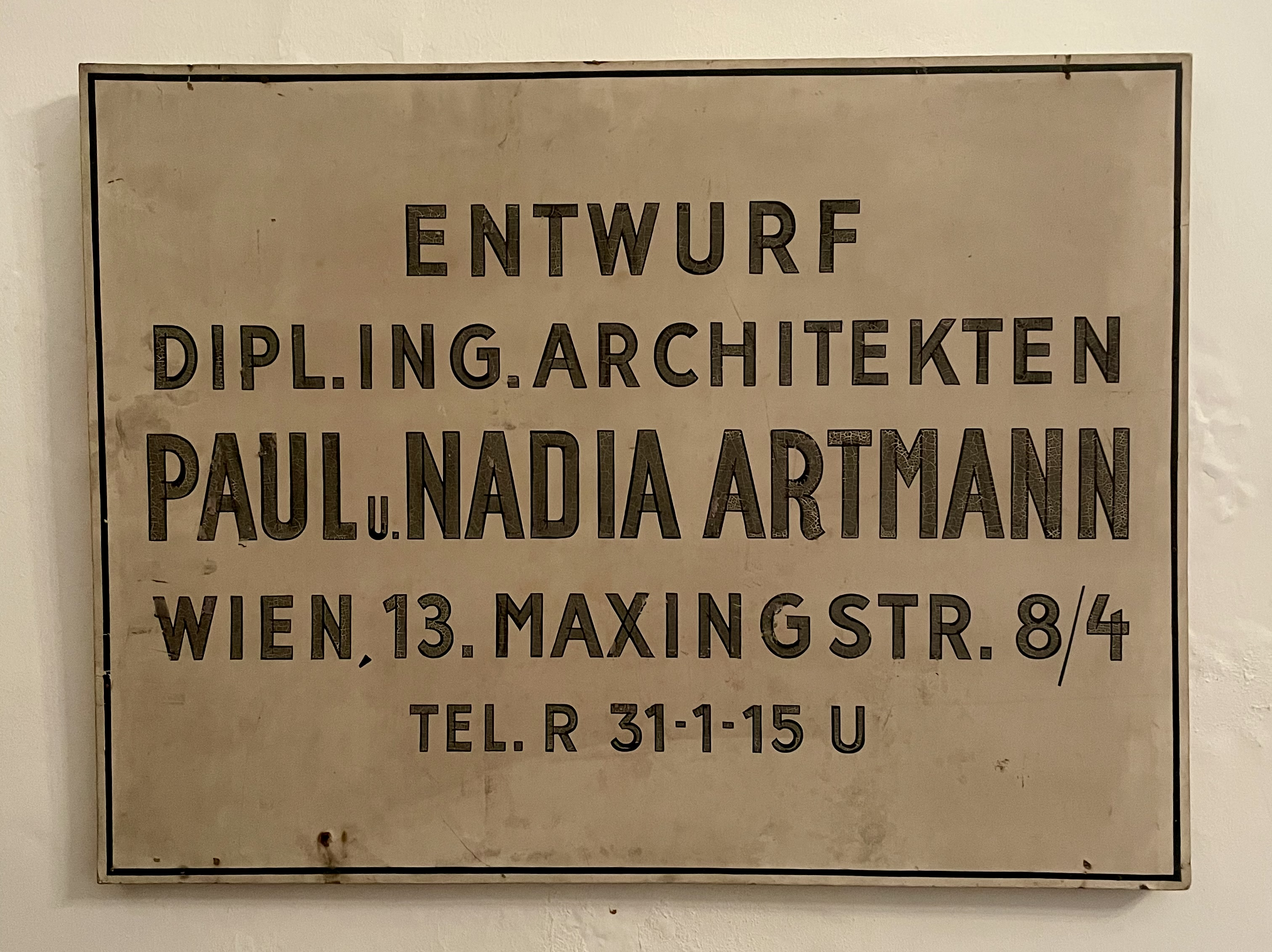
Büroschild Paul und Nadia Artmann

## Publikationen (Auswahl)
- 1958: Mindestanforderungen an eine Wohnung, Schriftenreihe der Forschungsgesellschaft für den Wohnbau, Wien 1958
- 1978: Die Sandwich-Fertigteil-Außenwandplatte aus Schwerbeton mit dazwischenliegender Wärmedämmung aus Styropor nach System-Camus und das Wandaufbausystem Artmann 1968, Eigenverlag Wien 1978
- 1958–1984: Umbauter Lebensraum, Band I-IV, Eigenverlag 1984
- 1991: Radiästhesie im Dienste der Baubiologie, Bauhygiene und Humanmedizin, 1927–1957–1987, Eigenverlag 1991